# Lasioglossum salutatrix
Lasioglossum salutatrix là một loài Hymenoptera trong họ Halictidae. Loài này được Cameron mô tả khoa học năm 1897.